# Shullsburg
Shullsburg ist eine Kleinstadt (mit dem Status „City“) im Lafayette County im US-amerikanischen Bundesstaat Wisconsin. Im Jahr 2010 hatte Shullsburg 1226 Einwohner.

## Geografie
Shullsburg liegt im Südwesten Wisconsins, 11 km östlich des Galena River und rund 40 km östlich des Mississippi, der die Grenze zu Iowa bildet. Die Grenze zu Illinois liegt 8,7 km südlich der Stadt. Die geografischen Koordinaten von Shullsburg sind 42°34′24″ nördlicher Breite und 90°13′51″ westlicher Länge. Das Stadtgebiet erstreckt sich über eine Fläche von 2,87 km². Der Apple River entspringt östlich von Shullsburg.
Nachbarorte sind Darlington (18,4 km nordöstlich), Gratiot (18 km östlich), Apple River in Illinois (16,6 km südöstlich), Scales Mound (12,5 km südlich), New Diggins (11,8 km westsüdwestlich), Benton (13,5 km westlich) und Belmont (26,5 km nordnordwestlich).
Die nächstgelegenen größeren Städte sind La Crosse (207 km nordnordwestlich), Wisconsins Hauptstadt Madison (111 km nordöstlich), Rockford in Illinois (117 km ostsüdöstlich) und Dubuque in Iowa (44,9 km südwestlich).

## Verkehr
Der vierspurig ausgebaute Wisconsin State Highway 11 führt als wichtigste Fernstraße durch das nördliche Stadtgebiet von Shullsburg. Daneben treffen noch die County Highways A, O und U in Shullsburg zusammen. Alle weiteren Straßen sind untergeordnete Landstraßen, teils unbefestigte Fahrwege sowie innerörtliche Verbindungsstraßen.
Die nächsten Flughäfen sind der Dubuque Regional Airport (57,6 km westsüdwestlich) und der Dane County Regional Airport in Madison (122 km nordöstlich).

## Bevölkerung
Nach der Volkszählung im Jahr 2010 lebten in Shullsburg 1226 Menschen in 534 Haushalten. Die Bevölkerungsdichte betrug 427,2 Einwohner pro Quadratkilometer. In den 534 Haushalten lebten statistisch je 2,3 Personen.
Ethnisch betrachtet setzte sich die Bevölkerung zusammen aus 98,9 Prozent Weißen, 0,3 Prozent Afroamerikanern, 0,2 Prozent amerikanischen Ureinwohnern sowie 0,2 Prozent Asiaten; 0,3 Prozent stammten von zwei oder mehr Ethnien ab. Unabhängig von der ethnischen Zugehörigkeit waren 2,4 Prozent der Bevölkerung spanischer oder lateinamerikanischer Abstammung.
24,4 Prozent der Bevölkerung waren unter 18 Jahre alt, 57,7 Prozent waren zwischen 18 und 64 und 17,9 Prozent waren 65 Jahre oder älter. 51,3 Prozent der Bevölkerung war weiblich.

Das mittlere jährliche Einkommen eines Haushalts lag bei 39.265 USD. Das Pro-Kopf-Einkommen betrug 21.792 USD. 5,8 Prozent der Einwohner lebten unterhalb der Armutsgrenze.

## Bekannte Bewohner
- Henry S. Magoon (1832–1889) – republikanischer Abgeordneter im US-Repräsentantenhauses[3] – praktizierte zeitweise als Anwalt in Shullsburg
- William Warner (1840–1916) – republikanischer Abgeordneter in beiden Häusern des US-Kongresses[4] – geboren und aufgewachsen in Shullsburg